# Оливер (округ)
Округ Оливер (англ. Oliver County) располагается в штате Северная Дакота, США. Официально образован в 1885 году. По состоянию на 2013 год, численность населения составляла 1874 человека.

## География
По данным Бюро переписи США, общая площадь округа равняется 1 893,292 км2, из которых 1 875,162 км2 — суша, и 8,000 км2 или 1,050 % — это водоёмы.

## Население
По данным переписи населения 2000 года в округе проживает 2065 жителей в составе 791 домашнего хозяйства и 604 семей. Плотность населения составляет менее 1,00-го человека на км2. На территории округа насчитывается 903 жилых строения, при плотности застройки около менее 1,00-го строения на км2. Расовый состав населения: белые — 97,58 %, афроамериканцы — 0,15 %, коренные американцы (индейцы) — 1,26 %, азиаты — 0,10 %, гавайцы — 0,00 %, представители других рас — 0,92 %, представители двух или более рас — 0,00 %. Испаноязычные составляли 0,63 % населения независимо от расы.
В составе 35,50 % из общего числа домашних хозяйств проживают дети в возрасте до 18 лет, 69,20 % домашних хозяйств представляют собой супружеские пары, проживающие вместе, 3,90 % домашних хозяйств представляют собой одиноких женщин без супруга, 23,60 % домашних хозяйств не имеют отношения к семьям, 21,00 % домашних хозяйств состоят из одного человека, 10,70 % домашних хозяйств состоят из престарелых (65 лет и старше), проживающих в одиночестве. Средний размер домашнего хозяйства составляет 2,61 человека, и средний размер семьи 3,05 человека.
Возрастной состав округа: 27,40 % — моложе 18 лет, 4,70 % — от 18 до 24, 23,50 % — от 25 до 44, 30,10 % — от 45 до 64, и 30,10 % — от 65 и старше. Средний возраст жителя округа — 42 года. На каждые 100 женщин приходится 107,50 мужчин. На каждые 100 женщин старше 18 лет приходится 106,20 мужчин.
Средний доход на домохозяйство в округе составлял 36 650 USD, на семью — 45 430 USD. Среднестатистический заработок мужчины был 40 577 USD против 19 015 USD для женщины. Доход на душу населения составлял 16 271 USD. Около 11,20 % семей и 14,90 % общего населения находились ниже черты бедности, в том числе — 23,60 % молодежи (тех, кому ещё не исполнилось 18 лет) и 13,90 % тех, кому было уже больше 65 лет.